# Эрмитажный гараж
Эрмита́жный гара́ж — историческое здание гаража, расположенное во внутреннем дворе (Западина Чёрного проезда) Зимнего дворца в Санкт-Петербурге. Построен в 1910—1911 годах по проекту архитектора Николая Ивановича Крамского для автомобилей императора Николая II. Является одним из ранних примеров специализированных гаражных сооружений в России. Здание сохранило своё функциональное назначение: после реставрации 2011 года оно продолжает использоваться автотранспортным отделом Государственного Эрмитажа.

## История
Решение о строительстве специального гаража для нужд императорской семьи на территории Зимнего дворца было принято императором Николаем II в 1910 году. Проект разработал архитектор Николай Иванович Крамской (1863–1938).. Строительство велось в 1910–1911 годах в Западине Чёрного проезда (также известной как Шуваловский проезд) Зимнего дворца.
Императорский гараж считался одним из крупнейших и наиболее технически оснащённых автотранспортных предприятий Российской империи того времени. Автомобильный парк включал такие престижные марки, как «Делонэ-Бельвиль», «Роллс-Ройс» и «Мерседес-Бенц».

## Архитектура и устройство
Эрмитажный гараж представляет собой одноэтажное утилитарное здание под вальмовой крышей, возведённое из шлакобетонных блоков на растворе из портландцемента высокой марки. В ходе реставрации зданию был возвращён первоначальный красно-кирпичный цвет фасадов. Пол выложен метлахской плиткой, потолок — бетонный. Железная стропильная система была изготовлена Санкт-Петербургским Металлическим заводом. Здание практически лишено выраженного архитектурного декора и его можно увидеть из окон Георгиевского зала и Сивковского перехода Зимнего дворца.
Внутреннее пространство гаража было разделено на две основные функциональные зоны: моечное отделение, расположенное сразу за въездными воротами, и основное помещение для стоянки автомобилей, отделённое остеклёнными воротами. В моечном отделении до настоящего времени сохранились чугунное литое основание для бензиновой колонки и водостоки, соединённые с дворовой канализацией. По обе стороны от мойки находились небольшие служебные помещения: «контора» и «клозет» (санузел). В задней стене основного помещения для стоянки были предусмотрены выездные ворота.
Для обеспечения оптимальных условий хранения автомобилей гараж был оснащён системой отопления и принудительной вентиляции с электрическим приводом; на крыше сохранились характерные оголовки вентиляционной системы, напоминающие по форме рыцарские доспехи. Естественное освещение обеспечивалось через световой фонарь в кровле и большие окна. Справа от здания находилось подземное хранилище для бензина ёмкостью до 100 пудов, над которым была установлена бензораздаточная колонка. Сооружение является одним из ранних примеров применения шлакобетонных блоков в строительстве в Санкт-Петербурге.

## Современное состояние
Здание Эрмитажного гаража дошло до наших дней, сохранив практически в первозданном виде свою структуру и основные элементы, и представляет собой ценный образец гаражной архитектуры начала XX века. В 2011 году, к 100-летию со дня постройки, была проведена комплексная реставрация и приспособление здания для современного использования. Проект реставрации был разработан архитектором В. В. Ефимовым.
В настоящее время гараж продолжает эксплуатироваться по своему прямому историческому назначению — в нём размещаются автомобили автотранспортного отдела Государственного Эрмитажа.

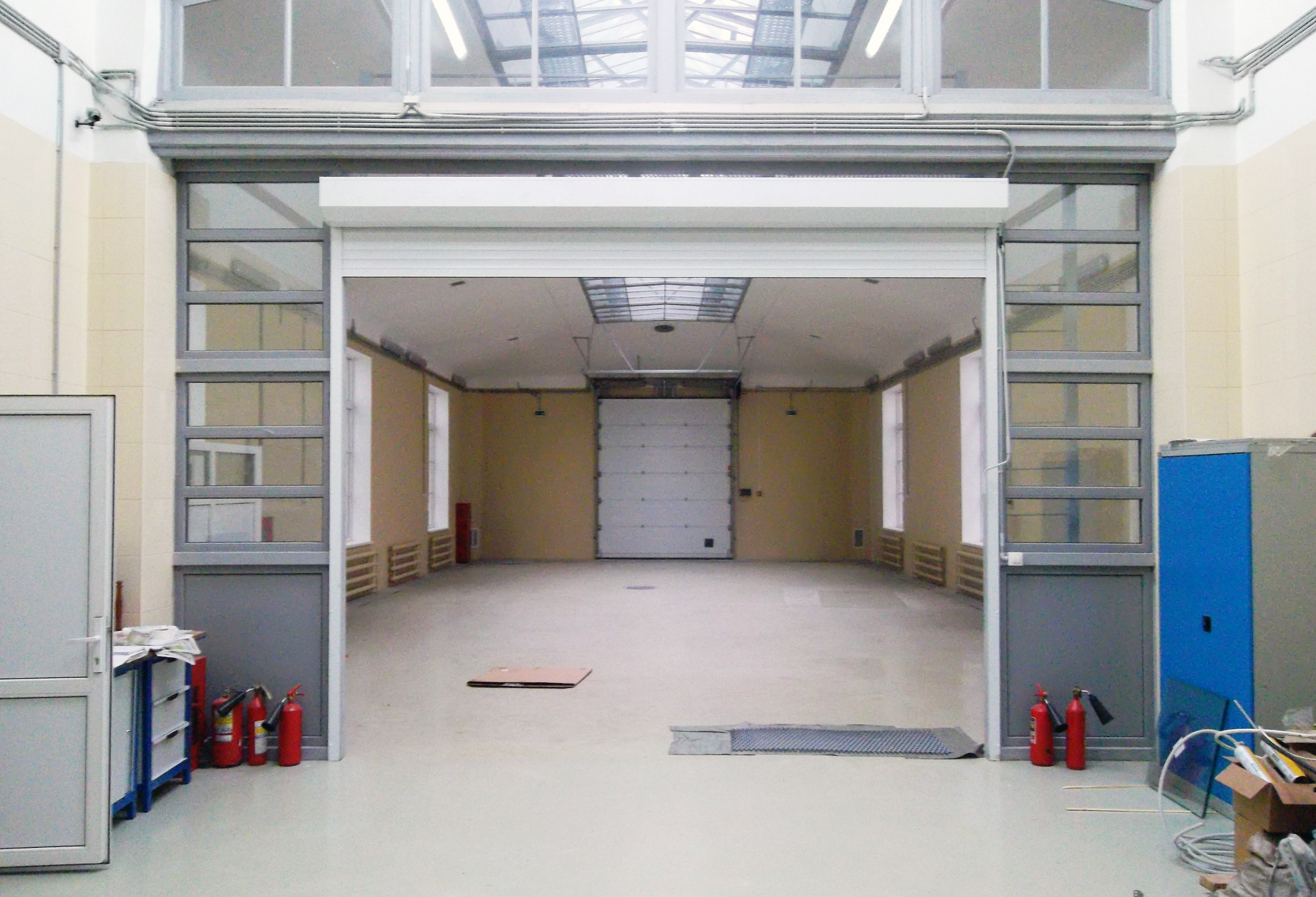
Интерьер гаража после реставрации.
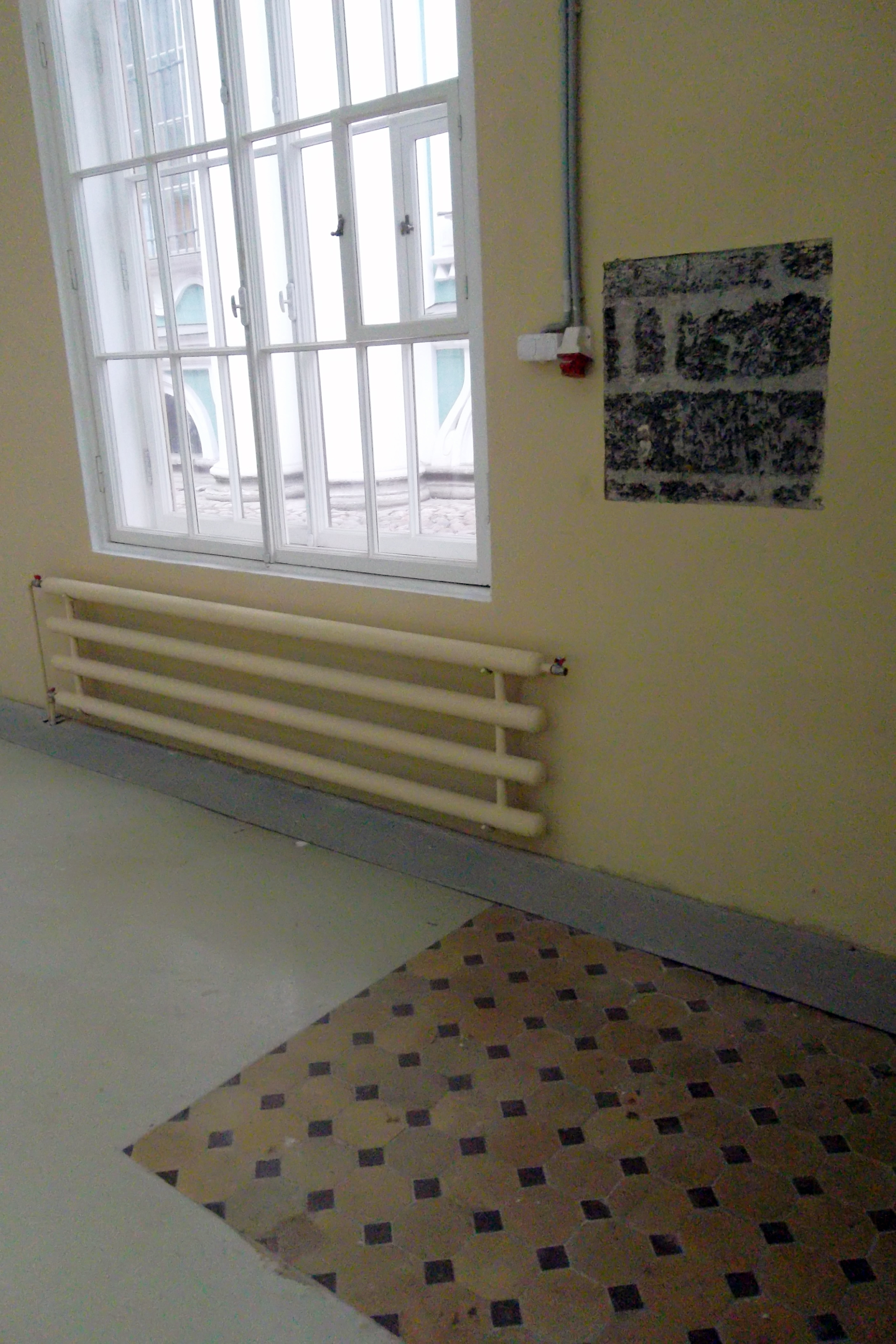
Элементы музеефикации в интерьере.